# Breviphetes
Breviphetes is een geslacht van Phasmatodea uit de familie Phasmatidae. De wetenschappelijke naam van dit geslacht is voor het eerst geldig gepubliceerd in 1998 door Zompro.

## Soorten
Het geslacht Breviphetes omvat de volgende soorten:
- Breviphetes rammei (Günther, 1929)
- Breviphetes rubrus Zompro, 1998
- Breviphetes viridis Zompro, 1998